# 桂头镇
桂头镇，是中华人民共和国广东省韶关市乳源瑶族自治县下辖的一个乡镇级行政单位。

## 行政区划
桂头镇下辖以下地区：
桂头社区、莫家村、七星墩村、红岭村、大坝村、凰村、小江村、塘头村、王龙围村、松围村、阳陂村、杨溪村、东岸村、均村和草田坪村。